# Xã Huntley, Quận Edmunds, South Dakota
Xã Huntley (tiếng Anh: Huntley Township) là một xã thuộc quận Edmunds, tiểu bang Nam Dakota, Hoa Kỳ. Năm 2010, dân số của xã này là 45 người.